# Sioux Falls Spitfire
El Sioux Falls Spitfire fue un equipo de fútbol de los Estados Unidos que alguna vez jugó en la USL Premier Development League, la cuarta liga de fútbol más importante del país.

## Historia
Fue fundado en 2001 en la ciudad de Sioux Falls, South Dakota como uno de los equipos de expansión de la USL Premier Development League en la temporada 2001.
En su primera temporada lograron ganar su primer y único título divisional, clasificando a la semifinal nacional y quedando en tercer lugar de la cuarta división. En la temporada siguiente volvieron a clasificar a los playoffs, aunque no como campeones divisionales y quedaron eliminados en las semifinales de conferencia.
En los años siguientes no volvieron a clasificar a los playoffs ni tampoco lograron clasificar a la US Open Cup, torneo en el que nunca llegaron a participar y el club desapareció oficialmente en el año 2007.

## Palmarés
- USL PDL Heartland División: 1

2001

## Temporadas
| Año  | División | Liga    | Temporada Regular | Playoffs                     | US Open Cup  |
| ---- | -------- | ------- | ----------------- | ---------------------------- | ------------ |
| 2001 | 4        | USL PDL | 1º, Heartland     | Semifnal Nacional (3º lugar) | No clasificó |
| 2002 | 4        | USL PDL | 3º, Heartland     | Semifinal de Conferencia     | No clasificó |
| 2003 | 4        | USL PDL | 7º, Heartland     | No clasificó                 | No clasificó |
| 2004 | 4        | USL PDL | 8º, Heartland     | No clasificó                 | No clasificó |
| 2005 | 4        | USL PDL | 7º, Heartland     | No clasificó                 | No clasificó |
| 2006 | 4        | USL PDL | 5º, Heartland     | No clasificó                 | No clasificó |
| 2007 | 4        | USL PDL | 7º, Heartland     | No clasificó                 | No clasificó |

## Jugadores

### Jugadores destacados
| - John Fosu - Tim Grove - Doug Lascody | - Brian Pederson - Louie Rolko | - Jonny Pagel - Tyler Wadsworth |